# Du Bois (Nebraska)
Du Bois è un comune degli Stati Uniti d'America, situato nello Stato del Nebraska, nella contea di Pawnee.